# Soft Secrets

La une du journal Soft Secrets France N° 5-2020 (octobre / novembre 2020)

Soft Secrets est un journal bimestriel gratuit néerlandais consacré au cannabis et actuellement publié en 8 langues.  Chaque édition propose des articles spécifiques adaptés aux différents pays. 
Le journal a été créé en 1985 par Wernard Bruining, également fondateur du Mellow Yellow, le premier coffee-shop en Hollande et Positronics qui a été le premier grow-shop au monde (magasin vendant des graines de cannabis et du matériel de culture) aux Pays-Bas.Le journal était alors uniquement publié en néerlandais " Soft Secrets est un "gratuit" disponible dans certains coffee-shops. Format journal, c'est une revue de presse des articles parus dans les journaux hollandais et la tribune du Sensimilla Fan Club de Wenard, lequel est aussi l'éditeur de Soft Secrets " (JP Galland en 1998) . 
Soft Secrets est maintenant publié par le groupe de presse Discover Publisher BV. Le journal papier est disponible gratuitement dans les magasins spécialisés (coffee-shops, grow-shops, head-shops, cannabis clubs, etc.). Une version numérique au format PDF est également disponible sur le site de Soft Secrets. Avec un tirage total de plusieurs centaines de milliers d'exemplaires, Soft Secrets est l'un des médias consacrés au cannabis les plus connus dans le monde. La seule ressource du journal est la vente d'espace publicitaire.
" Soft Secrets France vous informe sur, l'actualité, la culture et la consommation du cannabis (médical et récréatif), le lifestyle, la musique et les voyages. " .
Soft Secrets a également son propre site web en 8 langues sur lequel on peut télécharger gratuitement les journaux au format PDF. On y trouve également d'autres articles inédits sur l'actualité du cannabis écrits par les correspondants de Soft Secrets dans les différents pays. " Le site Internet de Soft Secrets propose des archives complètes d’informations sur tout ce qui concerne le cannabis. "

## Éditions deSoft Secretsen 2022
- France
- Royaume Uni
- Allemagne
- Pologne
- République tchèque
- Espagne
- Italie
- Amérique du Sud (basé au Chili)
- Pays-Bas (Highlife Magazine)

## Équipe
Rédacteur en chef international : Clifford C.Cremer
Journalistes : plusieurs dizaines de collaborateurs venus de tous les pays travaillent pour Soft Secrets. Parmi les plus connus, citons Ed Rosenthal et Jorge Cervantes. " Soft Secrets dispose d’un large réseau mondial de collaborateurs qui regroupe les meilleurs journalistes cannabiques. "
Soft Secrets publie également des bandes dessinés sur le thème du cannabis comme celle du personnage Ganjaman (texte et dessins de Jim Stewart).